# Den Islandske Falkeorden
Den Islandske Falkeorden (Islandsk: Hin íslenska fálkaorða) er den eneste ridderorden i Island. Ordnenen blev stiftet i 1921 af Christian X som tegn på Islands selvstændige status fra 1918.
Den Islandske Falkeordens symbolik og navn er i direkte linje med det islandske våbenskjold fra 1903 til 1919.
Ordnen overgik til den Islandske Republik den 11. juli 1944. I dag er den islandske statsminister ordenens stormester.

## Beskrivelse
Ordenen har en vis lighed med Dannebrogordenen. Medaljen består af et udadbuet, hvidemaljeret kors med afskårne hjørner med en sølvfalk i en blå medaljon i midten. Bæreleddet er en lilje, der efter republikkens indførelse i 1944 afløste et ornament med en krone. Ordensbåndet er blåt, hvidt og rødt, det islandske flags farver.

## Klasser
|   | Dansk                    | Islandsk                   | Bånd                                                               |
| - | ------------------------ | -------------------------- | ------------------------------------------------------------------ |
| 1 | Kæde med storkorsstjerne | Keðja með stórkrossstjörnu |                                                                    |
| 2 | Storkorsridder           | Stórkrossriddari           | ISL Icelandic Order of the Falcon - Grand Cross BAR.png            |
| 3 | Storridder med stjerne   | Stórriddari með stjörnu    | ISL Icelandic Order of the Falcon - Grand Knight with Star BAR.png |
| 4 | Storridder               | Stórriddari                | Storridder                                                         |
| 5 | Ridder                   | Riddari                    | Ridder                                                             |

## Kendte som har modtaget ordenen
- Hendes Majestæt Dronning Margrethe 2.
- Lars Løkke Rasmussen
- Hans Majestæt Kong Harald 5. af Norge
- Hendes Majestæt Sonja Dronning of Norge
- Hans Majestæt Carl XVI Gustav (Konge af Sverige)
- Hendes Majestæt Dronning Sofia af Spanien
- Hendes Majestæt Dronning Elizabeth II af Storbritannien
- Christian Eugen-Olsen
- Bodil Begtrup
- Ólafur Ragnar Grímsson (Tidligere Præsident af Island)
- Vigdís Finnbogadóttir (Tidligere Præsident af Island)
- Klaus von See
- Klaus Egge
- Victor Borge
- John Winther
- Per Ditlev-Simonsen
- Henning Grove
- Jens Ege
- Hans Toft, borgmester i Gentofte Kommune fra 1993 til 2021
- Aage Trommer
- Hans Tegner
- Knud Enggaard
- Ole Villumsen Krog
- Per Kleppe
- Jonathan Motzfeldt
- Hanne Bech Hansen
- Søren Haslund-Christensen (kammerherre, tidligere hofmarskal og generalmajor.)
- Kristof Glamann (dansk historiker og bestyrelsesformand)
- Mærsk Mc-Kinney Møller
- Islands håndboldlandshold (Sølvmedalje vindere i Sommer Olympiaden 2008)
- Guðni Ágústson (tidligere Landbrugsminister)
- David Architzel (Vice Admiral, US Navy)
- Knut O.H.A Hammarskjöld (Svensk Udenrigstjeneste)
- Sue McCourt Cobb (USA's Ambassadør til Jamaica)
- Helgi Hallvarðsson (Kaptain, Den Islandske Kystvagt)
- Guðmundur Kjærnested (Kommandør, Den Islandske Kystvagt)
- George Patrick Leonard Walker (Vulkanolog)
- Michael D. Haskins (Vice Admiral, US Navy)
- Erling Blöndal Bengtsson (Cellist)
- Orri Vigfússon (Formand af det Nordatlantiske Lakse Fund)
- Warren W. Rosenthal, Tildelt i 1983
- Sigrún Eðvaldsdóttir (violinist), tildelt i 1988
- Helgi Tomasson (New York City Ballet, San Francisco Ballet) tildelt i 1990
- Evelyn Stefansson Nef, tildelt i 2001
- Baldur Stefansson, tildelt i 2002
- Philip Cronenwett, tildelt i 2003
- Brad Leithauser (Forfatter, Digter, Videnskabsmand), tildelt i 2005.
- Thorbergur Thorvaldson, cement kemiker, tildelt i 1939.
- Rory McTurk, Professor i islandske studier, Universitet i Leeds, tildelt i 2007
- William Paton Cleland (Kirurg)
- Anders Grubb, Professor i klinisk kemi, Universitet i Lund, tildelt i 2007 for forskning i Islandske arvelige sygdomme.
- Helga Bachmann (Skuespillerinde)
- Jack T. Weir (Kaptain, US Navy) tildelt i 1978
- Arthur Young (Engelsk politibetjent)
- K. Torben Rasmussen (tidl. direktør for Nordens hus, Reykjavik), tildelt i 1997
- Roj Jacobsen, tildelt i 2017